# Latou
Le Latou est une rivière du sud-ouest de la France, dans le département de l'Ariège et un sous-affluent de la Garonne par la Lèze.

## Géographie
De 17,2 km de longueur, le Latou prend sa source sur le massif du Plantaurel, dans l'Ariège près de Saint-Michel et se jette dans la Lèze à l'amont de Saint-Ybars

## Départements et communes traversés
- Ariège : Saint-Michel, Saint-Martin-d'Oydes, Villeneuve-du-Latou, Durfort, Esplas, Lescousse, Saint-Ybars

## Principaux affluents
- Ruisseau de l'Espinot : 1,8 km
- Ruisseau de la Clède : 3,3 km